# واشینگتن ردسکینز

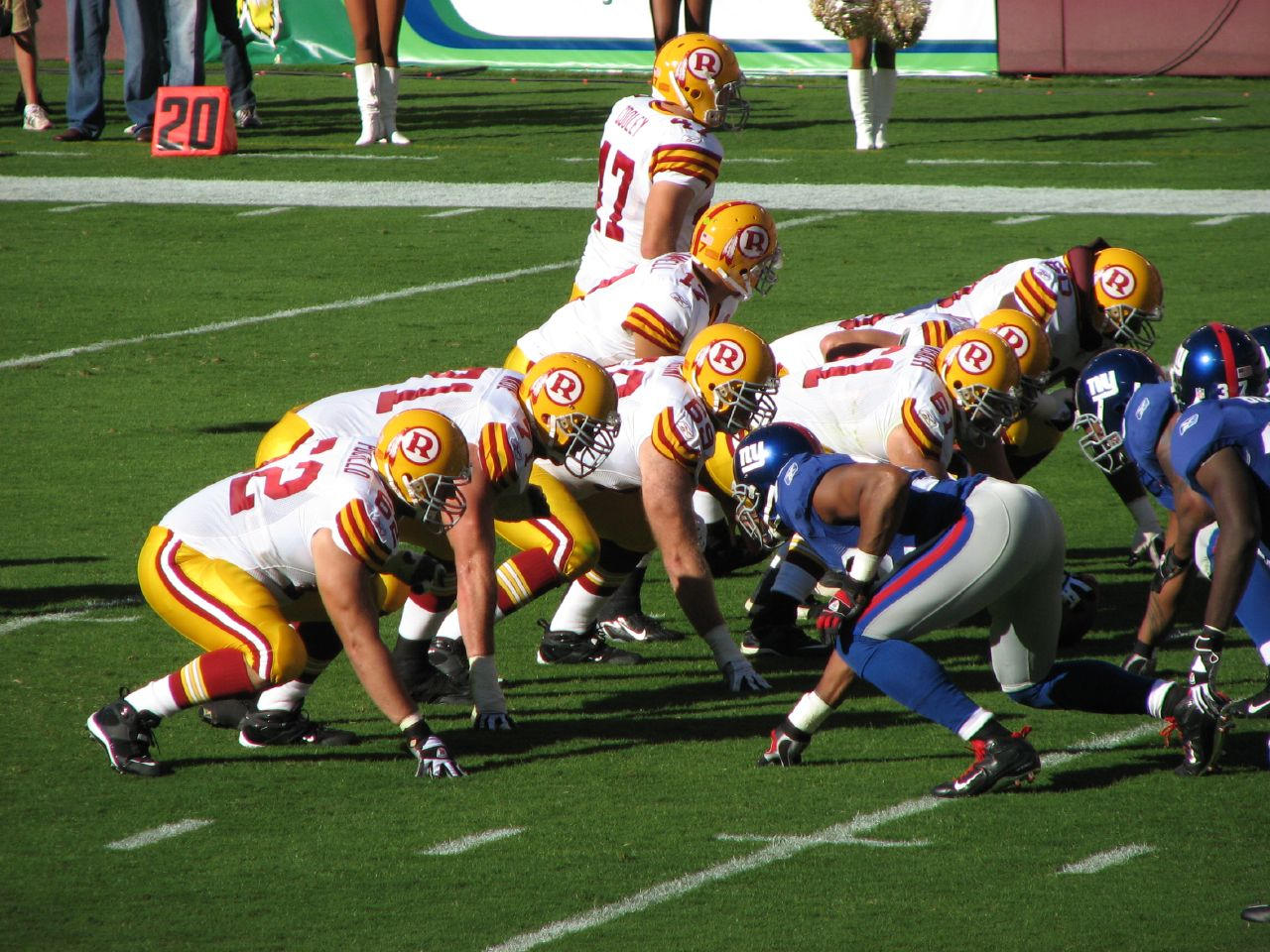

تیم فوتبال آمریکایی واشینگتن ردسکینز (به انگلیسی: Washington Redskins) از شهر واشینگتن دی سی می‌باشد.
این تیم عضو لیگ ملی فوتبال آمریکا است.
ورزشگاه خانه این تیم ورزشگاه فدکس فیلد (به انگلیسی: FedExField) نام دارد.
از میان ایرانیان آمریکا در این تیم می‌توان به شهریار پوردانش اشاره کرد.

## وب‌گاه رسمی
- وبگاه رسمی تیم